# موزه ملی آرتساخ
موزه ملی آرتساخ (انگلیسی: Artsakh State Museum) موزه تاریخی جمهوری آرتساخ می‌باشد که در شماره ۴ خیابان ساسونتسی داویت در شهر استپاناکرت واقع شده‌است.
در این موزه مجموعه ای از نسخه‌های خطی باستانی و دوره مسیحیت به نمایش گذاشته شده‌است. در این موزه همچنین اشیایی نوینی از سده ۱۹ میلادی تا زمان جنگ جهانی دوم و از رویدادهای جنگ استقلال قره‌باغ نیز وجود دارد.
ساختمان موزه روزهای دوشنبه تا شنبه از ساعت ۷:۰۰ صبح تا ۵:۰۰ بعد از ظهر بر روی عموم باز است.